# Kalkutung
Kalkutung är ett utdött australiskt språk. Kalkutung talades i Queensland och tillhörde de pama-nyunganska språken.